# Застава Централноафричке Републике
Застава Централноафричке Репубилике је усвојена 1. децембра 1958. Дизајнирао ју је Бартелеми Боганда, први председник аутономне покрајине Убанги-Шарл, који је веровао да „Француска и Африка морају марширати заједно“. Зато је застава комбинација Француске тробојке и Панафричих боја.
Црвена боја је симбол крви проливене у борби за независност и која ће бити проливена да се заштити нација. Плава представља небо и слободу; бела мир и достојанство; зелена наду и веру, а жута толеранцију.

## Историја
Заставу Централноафричке Републике дизајнирао је Бартхелеми Боганда, који ће постати њен први председник. Првобитно је требало да буде застава Сједињених Држава , коју је предложио 1957.Заставу је усвојила Законодавна скупштина Убанги-Схари 1. децембра 1958. У време када је представљена, Боганда је у националној законодавној скупштини навео да „Те боје, које симболизују четири територије.Црвена пруга која прелази четири боје симбол је наше крви. Као што смо то учинили када је Француска била у опасности, пролићемо своју крв за Африку и за заштиту Централне Афричке Републике..

Председник Јеан-Бедел Бокаса разматрао је замену заставе 1976. године, након што је прешао у ислам под утицајем либијског лидера Муамера Гадафија. Предлог је био да се застава у потпуности промени како би се истакнуо полумесец и звезда. Међутим, предлог је био кратког даха јер је неколико месеци касније под Бокасом створено Централноафричко царство, као цар Бокаса 1. Дана 4. децембра те године, Устав је описао и амблем за личну употребу цара, а постојећа застава је поново коришћена као оно Царство. Лични царски стандард био је светло зелене боје, са орлом златне боје у средини који је постављен преко 20-краке златне звезде,  инспирисане орлом на царском стандарду Наполеона 1 . 